# 스티븐 샤핀

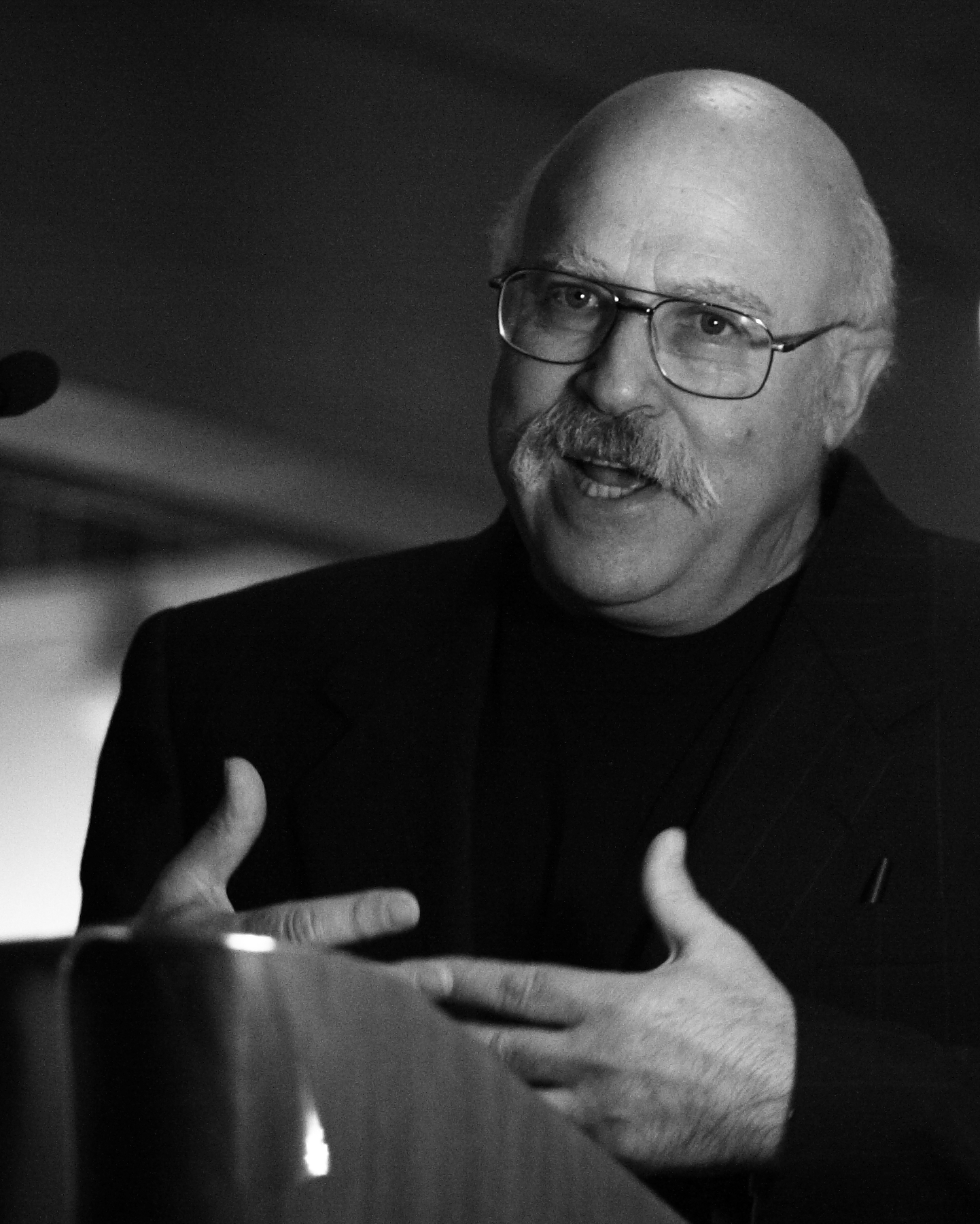
스티븐 샤핀.

스티븐 샤핀(또는 스티븐 셰이핀, Steven Shapin, 1943년 ~ )은 미국의 과학사학자이자 과학사회학자이다. 샤핀은 하버드 대학교 프랭클린 L. 포드 과학사 교수이다. 에든버러 대학교 과학연구부(Science Studies Unit)에서 강의하였으며 캘리포니아 대학교 샌디에이고에서 교수로 재직했다.
리드 칼리지에서 생물학자로 교육을 받은 샤핀은 위스콘신 대학교에서 유전학 석사과정을 밟은 뒤 1971년 펜실베이니아 대학교에서 과학사와 사회학 박사학위를 받았다.
1972년부터 1989년까지 에든버러 대학교 과학연구부 강사로 재직했으며 1989년부터 2003년까지 샌디에이고 캘리포니아 대학교 사회학과 교수로 재직했다. 그는 콜롬비아 대학교, 텔아비브 대학교, 그리고 이탈리아 쿠터조의 미식과학 대학교에서 짧은 기간 동안 가르쳤다. 2012년에는 런던 대학교 고등연구대학원의 S. T. 리 객원 교수 연구원이었다.
그는 과학의 역사와 사회학에 대해 폭넓게 글을 썼다. 그의 관심사 중에는 과학자들, 그들의 윤리적인 선택들, 그리고 과학적 신뢰성의 기초가 있다. 그는 실험이 어디서 일어났고 누가 수행했는지 살펴 실험의 역할을 수정했다. 그는 진실, 신뢰, 과학적 정체성, 도덕적 권위와 같은 과학의 "큰 이슈"에 대한 현장의 접근법을 재구성한 공로를 인정받고 있다.
주요 저서로 사이먼 섀퍼와 공동저술한 《리바이어던과 공기 펌프》(Leviathan and the Air-Pump: Hobbes, Boyle, and the Experimental Life, 1985) 등이 있다.